# Helmich van Twenhuysen

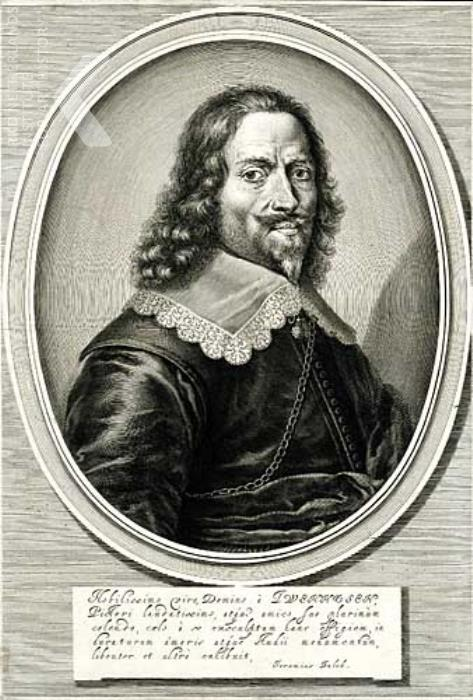
Helmich van Twenhuysen, Kupferstich von Jeremias Falck

Helmich van Twenhuysen (deutsch Helmich von Twenhusen; * wahrscheinlich 1604 in Zwolle, Niederlande; † 1673 in Danzig, Polnisch-Preußen) war ein niederländischer Maler in Danzig.

## Leben
Der Vater Helmich van Tweenhuysen war Bürgermeister in Zwolle und handelte auch in Danzig, die Mutter war Maria van Coelen. Der Onkel Lambert van Tweenhuysen war einer der bedeutendsten Fernhändler seiner Zeit.
Helmich (oder sein Vater?) erhielt 1623 das Bürgerrecht für Danzig, der Bruder Arend 1625. In diesem Jahr erhielten beide Brüder den Dritten Pelonker Hof bei Danzig aus dem Erbe des Vaters.  1635 heiratete Helmich von Twenhusen wahrscheinlich Helena Cornelia Willems.
Am 7. März 1673 wurde er an der Kirche St. Peter und Paul begraben.

## Künstlerisches Schaffen
Helmich van Twenhuysen malte vor allem Porträtgemälde. Der Kupferstecher Jeremias Falck schuf ein Porträt von ihm und eines des Astronomen Johannes Hevelius, jeweils nach Vorlagen von ihm. Das Porträt eines Geistlichen von etwa 1650 trägt das Monogramm HvT und wurde offenbar von ihm gemalt. Weitere ähnlich gestaltete Gemälde werden ihm zugeschrieben.
Der Stil ist von niederländischen Malern wie Rembrandt und van Dyck beeinflusst.